# J'attends l'amour
Singles de Jenifer
Au soleil
(2002)
J'attends l'amour est une chanson de la chanteuse française Jenifer extraite de son premier album homonyme. Il s'agit du tout premier single de l'album sorti le 16 avril 2002. Le morceau est une adaptation de True Love de Johanna Demker. Il s'écoulera à plus de 400 000 exemplaires, atteint la 2e place du classement des ventes de singles en France pour l'année 2002 et y reste pendant 19 semaines. Le clip sera tourné à Londres. Le single lancera la carrière de Jenifer.

## Liste des titres
| No | Titre                                          | Auteur                       | Durée |
| -- | ---------------------------------------------- | ---------------------------- | ----- |
| 1. | J'attends l'amour (Titre original : True Love) | Johanna Demker               | 3:39  |
| 2. | Viens me voir                                  | Ingrid Roux, Yorgos Benardos | 3:25  |

## Crédits
- Réalisé par Nicolas Neidhardt et Benjamin Raffaëlli
- J'attends l'amour publié par Mastersongs
- Viens me voir publié par Case Productions, Une Musique et Universal Music Publishing France
- Arrangement et direction des cordes - Laurent Marimbert ("J'attends l'amour")
- Basse - Laurent Vernerey
- Batterie - Christophe Deschamps
- Chœurs - Guillaume Eyango et Murielle Lefebvre
- Claviers et programmations - Nicolas Neidhardt
- Guitare - Benjamin Raffaëlli
- Percussion - Christophe Deschamps ("J'attends l'amour")
- Violon solo - Bertrand Cervera ("J'attends l'amour")
- Violoncelle solo - Cyrille Lacrouts ("J'attends l'amour")
- Photographie - Michel Sedan

## Classements et certifications
| Classement (2002)                       | Meilleure position |
| --------------------------------------- | ------------------ |
| Belgique (Wallonie Ultratop 50 Singles) | 2                  |
| Europe (Hot 100)                        | 7                  |
| France (SNEP)                           | 2                  |

| Classement (2002) | Position |
| ----------------- | -------- |
| Belgique          | 14       |
| France            | 30       |

### Certifications
| Région   | Certification | Date          | Ventes certifiées |
| -------- | ------------- | ------------- | ----------------- |
| Belgique | Or            | 22 avril 2002 | 25 000            |
| France   | Or            | 28 août 2002  | 250 000           |